# Górka Pabianicka (gmina)
Górka Pabianicka (pocz. Górka Pabiańska, od 1973 Pabianice) – dawna gmina wiejska istniejąca do 1954 roku w woj. łódzkim. Nazwa gminy pochodzi od wsi Górka Pabianicka, lecz siedzibą władz gminy były Karniszewice (obecnie dzielnica Pabianic).
W okresie międzywojennym gmina Górka Pabianicka należała do powiatu łaskiego w woj. łódzkim. Po wojnie gmina zachowała przynależność administracyjną. 1 stycznia 1950 roku część gminy Górka Pabianicka przyłączono do Pabianic. Według stanu z dnia 1 lipca 1952 roku gmina składała się z 11 gromad: Gorzew, Górka Pabianicka, Hermanów, Konin, Kudrowice, Pawlikowice, Petrykozy, Piątkowisko, Porszewice, Szynkielew i Świątniki. 
Jednostka została zniesiona 29 września 1954 roku wraz z reformą wprowadzającą gromady w miejsce gmin. Po reaktywowaniu gmin z dniem 1 stycznia 1973 roku gminy Górka Pabianicka nie przywrócono, utworzono natomiast jej terytorialny odpowiednik, gminę Pabianice w tymże powiecie i województwie